# Victor Ludwig Fidelis Rebmann
Victor Ludwig Fidelis Rebmann   (1880 - 1974) fou un compositor suís d'origen alemany del qual se'n tenen molt poques dades.
Estudià en la Universitat de Heidelberg, on es doctorà en filosofia el 1904. A Basilea i Leipzig va fer els seus estudis de música. En acabar-los es traslladà als Estats Units. Allà es dedicà principalment a l'ensenyança i a la ciutat de Hamilton dirigí diverses associacions musicals.
Entre les seves composicions hi figuren: una Sonata per a piano, una Sonata per a piano i violí i un Quartet per a instruments de corda.